# Elena (Euripide)
(Euripide, Elena, v. 34)
Elena (Ἑλένη) è una tragedia di Euripide, rappresentata per la prima volta nel 412 a.C. L'opera è un esempio di tragicommedia che ruota attorno al gioco degli equivoci e in cui l'elemento più propriamente tragico è meno importante.

## Trama
Prologo (vv. 1-178): Elena, la donna a causa della quale scoppiò la guerra di Troia, in realtà non è mai andata in quella città. Il dio Ermes aveva infatti creato "un fantasma dotato di respiro, fatto con un pezzo di cielo, [...] un vuoto miraggio" in tutto simile ad Elena. Il fantasma era andato con Paride a Troia, all'insaputa di tutti, mentre la vera Elena era stata nascosta da Ermes in Egitto, ospite del re Proteo.
Alla morte di Proteo, il figlio Teoclimeno insidia Elena, che rifiuta le sue profferte, anche perché la sorella di Teoclimeno, la sacerdotessa Teonoe (capace di vedere il futuro), le ha predetto che rivedrà il marito Menelao. Elena sta pensando alla sua triste sorte, quando vede arrivare il messaggero greco Teucro. Questi informa Elena che le navi con cui Menelao tornava da Troia verso casa sono state colpite da una tempesta, e che Menelao stesso è morto.
Parodo (vv. 179-251): Elena ed il coro riflettono sulla infelice condizione di lei, causa involontaria della spedizione greca contro Troia, e quindi di tanti lutti e sofferenze.
Primo episodio (vv. 252-1106): Elena racconta al coro l'incontro avuto con Teucro, ed insieme si domandano quanto ci sia di vero nelle sue parole. Decidono di rivolgersi a Teonoe per saperne di più. Nel frattempo Menelao è naufragato proprio in Egitto, insieme ad Elena (il fantasma) e all'equipaggio, ed è andato in cerca di aiuto lasciando gli altri accampati in una grotta. Menelao arriva al palazzo di Teoclimeno, dove una vecchia serva cerca di cacciarlo; poco dopo il greco incontra Elena, ed è incredulo, perché credeva che Elena fosse insieme al suo equipaggio.
Arriva un messaggero, che informa Menelao che Elena (il fantasma) è scomparsa. Allora Menelao finalmente capisce quello che è successo, mentre la vera Elena gli racconta di non essere mai stata a Troia. A quel punto i due si recano da Teonoe, che grazie ai suoi poteri è l'unica che sappia che Menelao è in Egitto, e la supplicano di non rivelare questo segreto. La sacerdotessa si mostra solidale coi due. Resta però il problema di come fuggire, non avendo più una nave. I due decidono che Elena dirà a Teoclimeno di aver saputo che Menelao è morto, e di essere quindi finalmente disposta a risposarsi, purché il re le consenta di fare un rito in memoria del marito morto, una breve cerimonia che va fatta su una nave in mare aperto.

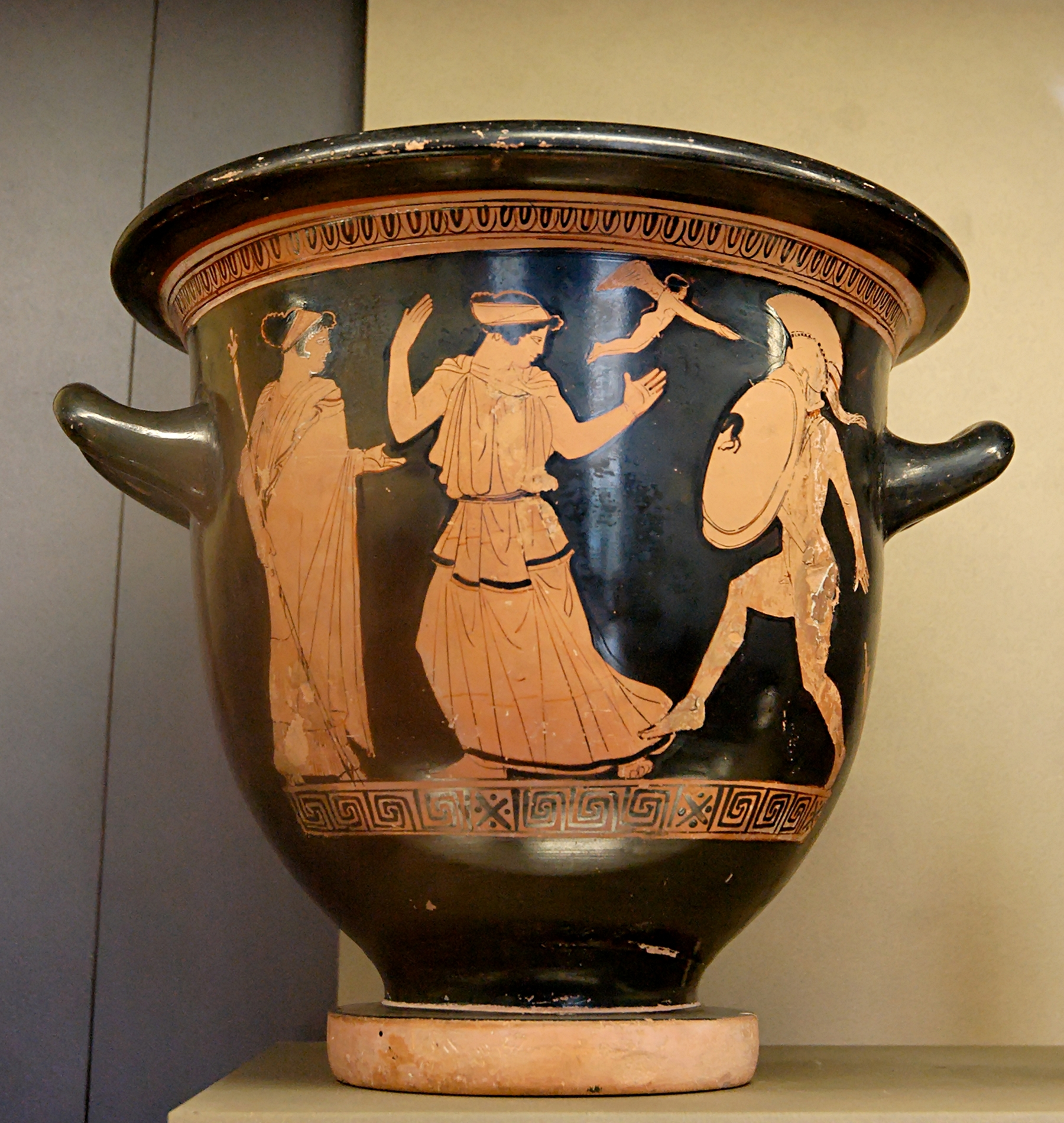
Durante il sacco di Troia, Menelao sta per uccidere Elena, ma è sopraffatto dall'amore per lei. Afrodite ed Eros guardano la scena. Cratere attico ritrovato ad Egnazia, Italia, 450-440 a.C.

Primo stasimo (vv. 1107-1164): il coro ricorda le sventure cui Elena e Menelao sono andati incontro dalla guerra di Troia in avanti.
Secondo episodio (vv. 1165-1300): Menelao si presenta al palazzo di Teoclimeno fingendosi un messaggero, e porta la notizia della morte di Menelao stesso. Elena allora chiede e ottiene dal re egiziano una nave con equipaggio per compiere il rito, dicendogli che in Grecia è questo il modo di onorare chi muore in mare.
Secondo stasimo (vv. 1301-1368): viene ricordato un episodio mitologico in cui la dea Demetra cerca la figlia Persefone rapita da Ade, ottenendo infine di poterla vedere alcuni mesi l'anno.
Terzo episodio (vv. 1369-1450): Elena si prepara per il rito, e Teoclimeno le fornisce una nave fenicia ed un equipaggio.
Terzo stasimo (vv. 1451-1511): il coro racconta come Elena sia ormai in procinto di fuggire con la nave. Anche il coro stesso, che è formato da giovani schiave greche, vorrebbe poter raggiungere la libertà, volando come una gru in uno stormo sotto le Pleiadi.
Esodo (vv. 1512-1692): Elena e Menelao, con l'equipaggio dato loro da Teoclimeno, mettono in mare la nave, ma appena prima che salpino, arrivano gli uomini di Menelao. Con la scusa di prendere parte al rito, salgono tutti sulla nave, tra la perplessità degli uomini di Teoclimeno. Appena la nave raggiunge il largo, Menelao e i suoi uomini sopraffanno l'equipaggio e scappano verso la Grecia. Questi fatti vengono narrati a Teoclimeno da un messaggero. Fuori di sé dalla rabbia, il re vorrebbe allora uccidere la sorella Teonoe, che si è resa complice della fuga, ma viene trattenuto da una schiava. Appaiono infine i Dioscuri ex machina che placano l'ira del re.

## Commento
L'inusuale versione del mito che introduce un "fantasma", scagionando completamente Elena dall'accusa di aver tradito il marito Menelao, pare risalire al poeta Stesicoro. Narra la leggenda che Stesicoro avesse scritto un'elegia intitolata Elena, in cui descriveva la donna come un'adultera e un'infedele, oltre che la causa della lunga e sanguinosa guerra di Troia. Dopo aver scritto quest'opera, Stesicoro perse la vista. Sospettò allora che si trattasse di una punizione dei Dioscuri (fratelli di Elena) per aver accusato la donna di adulterio, così scrisse la Palinodia, in cui ritrattò tutto quanto detto, introducendo il fantasma, che si accollava in pratica tutte le colpe scagionando Elena da ogni accusa. In seguito a ciò, Stesicoro riacquistò la vista.

### Il mito di Elena
Elena, figlia di Zeus e di Leda, era una donna di eccezionale bellezza. In seguito al giudizio di Paride, quest'ultimo portò Elena con sé a Troia, causando così lo scoppio della guerra, raccontata in parte dall'Iliade. Nel poema omerico Elena appare come una donna piena di sensi di colpa, ma che ormai può soltanto subire tutti gli avvenimenti che accadono in nome della sua bellezza, non è quindi connotata negativamente. Invece parecchi autori successivi la descrissero in maniera assai critica: come un'adultera che, scappata con Paride a Troia per lussuria, causò lo scoppio della guerra. Tale è il modo in cui l'eroina viene descritta, per esempio, nelle Troiane dello stesso Euripide, o in Eschilo, che la definisce "donna dai molti uomini" e "rovina di navi, rovina d'eroi, rovina di città".
Nell'Elena, invece, Euripide si ispira alla Palinodia del poeta Stesicoro, che raccontava come a Troia fosse andata solo un'immagine della donna. Rifacendosi a questa versione del mito, l'autore costruisce un personaggio profondamente diverso da quello canonico, che il commediografo Aristofane definirà ironicamente "la nuova Elena". L'eroina è una donna fedele, infelice per la lontananza del marito, che soffre per la propria fama immeritata di donna adultera, e che pur essendo corteggiata dal re Teoclimeno, non gli si concede.

### Un dramma ad intreccio
Questa tragedia costituisce il primo esempio che conosciamo di dramma ad intreccio, in cui l'attenzione è rivolta a come si sviluppa la trama, mentre l'aspetto più propriamente tragico passa in secondo piano. Come in una commedia degli equivoci ante litteram, Menelao è convinto di avere con sé la vera Elena e di averla sistemata momentaneamente in una grotta, ma appena arriva a contatto con gli egiziani si trova davanti un'altra Elena, che oltretutto dice di non essere mai stata a Troia. La sorpresa, per l'eroe greco, non doveva essere da poco, e infatti in quest'opera il tragico sconfina continuamente nel comico, creando quindi un dramma godibile e dai toni lievi, suggellato dal lieto fine.
Altri esempi di tragicommedie euripidee sono lo Ione e la perduta Andromeda, che risalgono agli stessi anni dell'Elena. Euripide mise in scena questo genere di opere quando aveva circa settant'anni, a conferma del fatto che nel tragediografo la sperimentazione di nuove forme teatrali non si fermò mai.

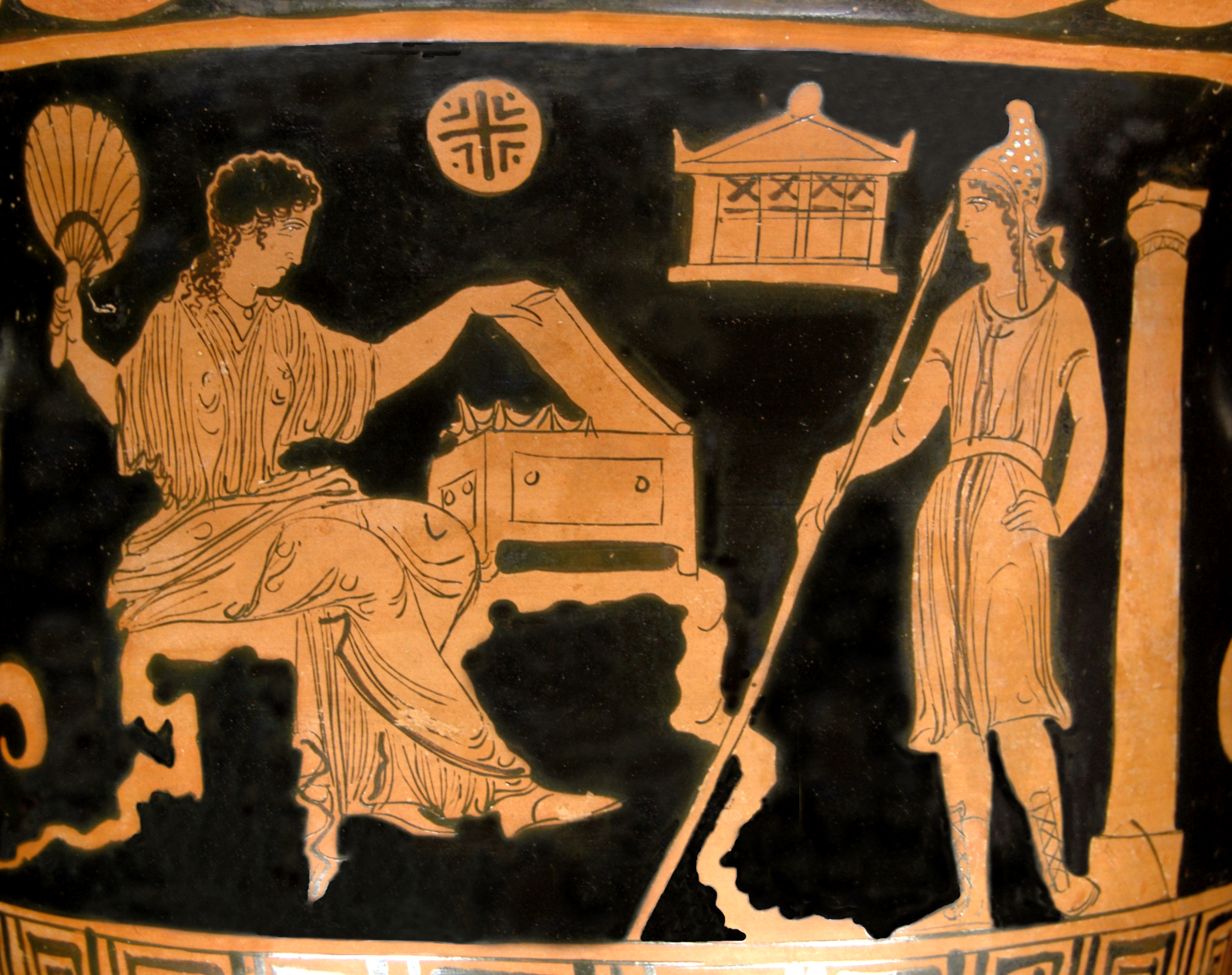
Elena e Paride. Cratere a campana (Taranto?), 380–370 a.C.

### Rapporti con la Commedia nuova
Le tragedie ad intreccio ebbero una forte influenza in particolare sulla Commedia nuova del IV secolo a.C., che adottò stabilmente questo tipo di trama (l'unico autore di quel periodo di cui ci siano rimaste opere è Menandro). Nell'Elena sono già presenti molti degli ingredienti che diverranno tipici della commedia: l'azione del caso (tyche), il riconoscimento di qualcuno (ánagnorisis), il lieto fine. Questo tipo di trame passerà poi alla commedia romana (Plauto e Terenzio) e da lì alle commedie moderne.

### L'antimilitarismo
Nell'Elena sono presenti chiari riferimenti alla situazione storica della Atene di quegli anni. Nel 412 a.C. la guerra del Peloponneso infuriava ormai da quasi vent'anni, e gli ateniesi erano esasperati da quella guerra infinita. In questo clima, Euripide fa pronunciare al coro una forte condanna della guerra:
(Elena, vv. 1151-1160)
La trama stessa dell'opera, in effetti, appare decisamente antimilitarista: la guerra di Troia è stata un inutile spargimento di sangue, perché la vera Elena non era in quel luogo. Quando il servo viene a saperlo, dice a Menelao: "Vuoi dire che abbiamo sofferto invano per una nuvola?". In questa domanda è racchiuso uno dei significati più autentici dell'opera: spesso gli obiettivi che si vogliono raggiungere tramite la guerra sono solo pie illusioni; proprio come era un'illusione Elena, che sembrava una donna e invece era solo "un vuoto miraggio".

### Tragedie di Euripide
- Le Troiane
- Ione
- Andromeda, tragedia perduta